# Sobolew (województwo lubelskie)
Sobolew – wieś w Polsce położona w województwie lubelskim, w powiecie lubartowskim, w gminie Firlej.
Wieś szlachecka Sobolów położona była w drugiej połowie XVI wieku w powiecie lubelskim województwa lubelskiego. W latach 1975–1998 miejscowość położona była w województwie lubelskim.
Wieś stanowi sołectwo gminy Firlej. Według Narodowego Spisu Powszechnego (III 2011 r.) wieś liczyła 228 mieszkańców.

## Bitwy powstania styczniowego
Dnia 24 maja 1863 roku pd Sobolewem miała miejsce bitwa  wojsk powstańczych pod dowództwem Zygmunta Koskowskiego i kapitana Krysińskiego z Rosjanami. Powstańcy w łącznej sile obu oddziałów 715 żołnierzy, w tym piechota i kosynierzy z tutejszych włościan starli się z moskalami pod dowództwem pułkownika Cwiecińskiego który posiadał 4 roty piechoty z 4 działami i sotnie kozacką. Walki rozpoczęte o 9 rano zakończyły się o czwartej po południu. Poległo 57 powstańców (w tym 3 oficerów), 12 uniesiono z pola bitwy, a około 100 Rosjan wg zeznań jeńca pochowano w 4 dołach ziemnych na miejscu potyczki.